# Personaggi di X-Files
Questa voce contiene un elenco dei personaggi presenti nella serie televisiva X-Files.

## Personale dell'FBI

### Gli X-Files
- Fox Mulder - (Agente Speciale) - entra ad Oxford nel 1983, laureandosi brillantemente in psicologia nel 1986; nell'ottobre di quell'anno decide di entrare nell'FBI, frequentando l'Accademia di Quantico. Nel 1988 viene assegnato all'Unità Crimini Violenti. Nel 1989 si sottopone a sedute di ipnosi regressiva, in seguito alle quali si convince del rapimento di sua sorella da parte di entità extraterrestri; la ricerca di questa verità lo porta, nel 1991, a convincere i propri superiori a trasferirlo alla sezione X-Files, una sezione dell'FBI dedicata ai casi inspiegabili, che spesso contengono elementi paranormali, chiusa e abbandonata da anni. Alla fine del 2001 viene definitivamente licenziato dall'FBI.
- Dana Scully - (Agente Speciale) - entra nell'Università del Maryland, laureandosi in fisica nel 1986; nei quattro anni successivi consegue una laurea in medicina, specializzandosi in patologia legale. Entra nell'FBI nel 1990, rinunciando ad esercitare la professione medica, svolgendo il ruolo di docente all'Accademia di Quantico; nel 1992, viene assegnata alla sezione X-Files, con l'incarico di sorvegliare l'operato dell'Agente Speciale Fox Mulder; ben presto però, tra i due nasce una forte intesa personale e professionale e la donna si schiera a fianco del collega nella ricerca della verità. Alla fine del 2001 viene definitivamente trasferita all'Accademia dell'FBI, dove riprende ad insegnare.
- Jeffrey Spender - (Agente Speciale) - molto interessato alla propria reputazione, nel 1998 viene trasferito alla sezione X-Files, insieme all'Agente Speciale Diana Fowley, in sostituzione degli agenti Fox Mulder e Dana Scully; tuttavia, trova deprimente ed inutile la sezione nella quale lavora, trovando una perdita di tempo e uno spreco di risorse le indagini di casi apparentemente legati al mondo paranormale. Successivamente, chiede e ottiene la riassegnazione degli X-Files agli agenti Fox Mulder e Dana Scully.
- Diana Fowley - (Agente Speciale) - nel 1991, riapre gli X-Files insieme all'Agente Speciale Fox Mulder, con il quale ha una relazione. I due lavorano insieme fino all'inizio del 1992, quando lei parte per l'Europa. Nel 1998 torna negli USA, dove collabora con gli agenti Fox Mulder e Dana Scully nella protezione del piccolo Gibson Praise; dopo il fallimento della missione, viene riassegnata agli X-Files, questa volta a fianco dell'Agente Speciale Jeffrey Spender; proprio quest'ultimo farà in modo di riassegnare gli X-Files agli agenti Fox Mulder e Dana Scully. Interpretata dall'attrice Mimi Rogers.
- John Doggett - (Agente Speciale) - dopo il congedo dal corpo dei Marines, prende un master in pubblica amministrazione all'Università di Syracuse nello stato di New York; qui inizia a lavorare per il Dipartimento di Polizia. Dopo una tragedia familiare, prende a collaborare con l'Agente Speciale dell'FBI Monica Reyes, anche lei di New York; nel 1995, si diploma all'Accademia dell'FBI e prende servizio come Agente Speciale nella sezione investigativa criminale. Nel 2000 viene assegnato agli X-Files al fianco di Dana Scully; il suo compito è quello di trovare l'Agente Speciale Fox Mulder, scomparso misteriosamente.
- Monica Reyes - (Agente Speciale) - si laurea in folklore e mitologia all'Università Brown di Providence, nel Rhode Island (USA), prendendo successivamente un master in Studio delle Religioni. Entra nell'FBI nel 1990 e diventa Agente Speciale nella divisione di New York; in questo periodo si trova a lavorare al fianco di John Doggett; proprio quest'ultimo chiede, nel 2001, il trasferimento della collega alla sezione X-Files, a Washington; ben presto i due si ritrovano fianco a fianco diventando, dopo il licenziamento di Fox Mulder ed il trasferimento di Dana Scully, gli unici agenti a lavorare agli X-Files.

- Layla Harrison - (agente speciale) - appare in due soli episodi. Affianca l'agente speciale John Doggett . Fino ad allora si era occupata di catalogare le indagini degli X files. Attirata dai racconti di Fox Mulder e di Dana Scully era riuscita a farsi incaricare delle indagini sugli X files. Ma alla fine della sua indagine rinuncerà all'incarico. Tornerà nell'episodio 14 della nona stagione dove segnalerà un caso.

### I Dirigenti
- Alvin Kersh - (Direttore) - nel 1998 diventa Condirettore e superiore a Walter Skinner; decide di trasferire gli agenti Fox Mulder e Dana Scully ad incarichi di prevenzione contro il terrorismo interno, affidando gli X-Files agli agenti Diana Fowley e Jeffrey Spender; ben presto, proprio quest'ultimo lo convince a riassegnare gli X-Files ai due agenti, i quali tornano così sotto la supervisione di Walter Skinner; tuttavia, nel 2001 diventa direttore e decide di licenziare definitivamente l'agente Fox Mulder.
- Scott Blevins - (Capo Sezione) - nel 1992 assegna Dana Scully alla sezione X-Files come partner di Fox Mulder. Nel 1997 promuove un'indagine contro Fox Mulder, accusato dell'omicidio di Scott Ostelhoff; alla fine dell'indagine viene ucciso nel proprio ufficio.

#### Walter Skinner

Walter Skinner

Walter Sergei Skinner è un personaggio interpretato da Mitch Pileggi; è un ex marine e veterano della guerra del Vietnam; è vice direttore presso l'FBI e la sua posizione riguardo agli X-Files è alquanto scettica. Abituato a battersi sul campo, essendo stato nei marine, preferisce che le indagini siano fatte utilizzando metodi convenzionali. Questo lo pone ad avere non pochi scontri con Fox Mulder e Dana Scully e più di una volta mette in guardia la coppia di agenti. Durante la prima stagione, decide di chiudere gli X-Files e di dividere i due agenti ritenendo i loro metodi di indagine poco ortodossi. Dopo questa decisione, risulta chiaro che l'ordine è partito dall'alto e precisamente dall'Uomo che fuma. Successivamente, durante il rapimento di Scully, decide di riaprire la sezione degli X-Files prendendosi la responsabilità di tale decisione. Sempre in questa circostanza, rifiuta di accettare le dimissioni di Fox Mulder dall'FBI, raccontandogli l'episodio di morte apparente che lo ha visto protagonista durante la sua permanenza in Vietnam. Nonostante il suo ruolo di superiore e di moderatore, per quanto riguarda l'FBI, spesso e volentieri aiuta Mulder in maniera ufficiosa, consigliandolo e dandogli piste e suggerimenti, conquistandone così la fiducia, episodio dopo episodio.
Ripetuta in molti episodi della serie è la sua celebre frase:
(Walter Skinner)
Skinner viene avvicinato dall'organizzazione denominata Il Consorzio tramite l'ex agente dell'FBI Alex Krycek. Quest'ultimo, ha un radiocomando che può scatenare una reazione di nanobot che Skinner ha nel sistema sanguigno (impiantati a sua insaputa). Questa condizione di Skinner è dovuta alla decisione del Consorzio, che tramite Krycek lo tiene sotto controllo minacciandolo di causargli un arresto cardiaco e costringendolo a sottostare ai suoi ordini e a riferirgli informazioni sui movimenti di Mulder. Per questo motivo, la sua figura rimane ambigua tra la fiducia e tradimento, anche se in più di un'occasione mette a repentaglio la sua carriera e la sua stessa vita per salvare quella degli agenti Mulder e Scully. Inoltre, il suo scetticismo verso gli X-Files con il tempo cede il posto ad una presa di coscienza sugli stessi, essendo stato l'unico testimone della sparizione di Mulder.

## Il Consorzio

### Membri principali conosciuti

#### Conrad Strughold
Conrad Strughold è un personaggio interpretato Armin Mueller-Stahl. Le sue attività per conto del Consorzio si svolgono in Tunisia, seguendo lo sviluppo del granoturco modificato con il virus alieno. Non partecipa mai alle riunioni che si svolgono a New York. La sua unica apparizione avviene in X-Files - The movie, dove suggerisce di abbandonare la strada della ribellione agli alieni e arrendersi al piano della colonizzazione, decisione maturata dopo la scoperta della mutazione del Cancro nero. Alla fine del film, l'Uomo che fuma gli consegna personalmente l'avviso della riapertura degli X-Files. Nella scena della distruzione del consorzio per mano dei ribelli alieni, Strughold non viene inquadrato per cui non è chiaro se egli sia stato ucciso oppure sia sopravvissuto.
- William Mulder
- Gola Profonda
- L'Uomo dalle mani curate
- Primo Anziano
- Secondo Anziano
- Victor Klemper
- Alvin Kurtzweil

- Numerosi altri Anziani compaiono tra i membri del Consorzio, a partire dalla Terza stagione fino alla loro morte nella Sesta. Essi vengono numerati come: Terzo Anziano,[1] Quarto Anziano, Quinto Anziano (nell'ultimo episodio in cui appaiono, il Quarto e il Quinto vengono eliminati, con il resto del gruppo, da un insieme di Ribelli alieni col volto sfigurato), ecc.

### Associati

#### Alex Krycek
Alex Krycek è interpretato da Nicholas Lea. Del suo passato non si sa nulla, se non che i suoi genitori sono immigrati negli Stati Uniti durante la Guerra Fredda; per questo, dice, sa parlare il russo. Riesce a farsi assegnare quale nuovo collega di Mulder qualche tempo dopo la prima chiusura degli X-Files, nel 1994 ma è in realtà una talpa assoldata dall'uomo che fuma. Mulder scoprirà il vero volto di Krycek non prima che quest'ultimo abbia fatto rapire Scully ed ucciso l'esecutore materiale del suo sequestro, Duane Barry. Scomparirà prima ancora che Mulder sia riuscito ad aprire un'inchiesta. Circa un anno dopo, viene attivato per uccidere il padre di Mulder – ex membro del Consorzio – che ha deciso di uscire allo scoperto con il figlio a proposito del contenuto di un nastro digitale di cui Mulder è entrato in possesso. Nello stesso contesto, Krycek sarà anche complice dell'assassinio della sorella di Scully, Melissa, perpetrato da un altro killer professionista, Luis Cardinal. Quando l'uomo che fuma viene a sapere che è Skinner ad avere il nastro, Krycek, sempre insieme a Cardinal, è incaricato del recupero. L'intento dell'uomo che fuma era di sbarazzarsi di Krycek e del nastro facendoli saltare in aria con una bomba piazzata in macchina, Krycek tuttavia si accorge prima della trappola notando un'interferenza radio dovuta alla detonazione della bomba. Riesce così a fuggire con il nastro. Nel 1996 Krycek fornisce al Governo francese le coordinate in cui un UFO abbattuto durante la Seconda Guerra Mondiale precipitò nel Pacifico. Un'entità aliena rimasta intrappolata nel relitto del primo sottomarino che tentò il recupero viene così liberata dal palombaro francese mandato lì in ricognizione, il cui corpo gli farà da veicolo. Questa entità vuole tornare alla sua astronave, che però è stata già recuperata dal Governo degli Stati Uniti e portata in qualche base segreta. Per trovarla, l'extraterrestre passa da un corpo all'altro, risalendo dai francesi fino a Krycek. Una volta in Krycek, recupera il nastro digitale e lo consegna all'uomo che fuma in cambio della posizione dell'astronave. L'entità va quindi nel silo per missili abbandonato dove l'uomo che fuma aveva appositamente trasferito l'UFO. Dopo che l'alieno ha lasciato il suo corpo, Krycek rimane a terra privo di sensi. Al risveglio si trova di fatto sepolto vivo nel silo senza ricordare come ci sia arrivato. Nel 1998, Krycek tradisce anche i russi, rubando un vaccino per il cancro nero e rapendo l'unico testimone oculare di una strage compiuta da un gruppo di ribelli alieni in Kazakistan. Fugge a New York City, intenzionato a barattare con il Consorzio per avere in cambio tutte le loro informazioni. Alla fine, in cambio del vaccino, torna a lavorare per il Governo statunitense. Un anno dopo, travestito con parrucca e barba finte, avvelena Skinner inoculandogli un composto nanotecnologico sperimentale, con cui può ucciderlo solo con un comando a distanza, e quindi ricattarlo. Nel 1999 Krycek sopravvive allo sterminio dell'intero Consorzio – con l'eccezione dell'uomo che fuma. Da adesso in poi gli scopi di Krycek si fanno più oscuri: raccoglie informazioni e occulta prove. E l'uomo che fuma, neanche qui è chiaro il motivo, lo fa rinchiudere in un carcere in Tunisia. Un anno dopo, in fin di vita e su una sedia a rotelle, l'uomo che fuma fa rilasciare Krycek e lo informa di un'astronave aliena precipitata a Bellefleur, in Oregon, che potrebbe permettergli di riaprire il Progetto. Krycek invece passa il caso a Mulder, tendendogli una trappola e facendolo rapire dagli alieni; successivamente si vendicherà dell'uomo che fuma buttandolo giù dalle scale con tutta la carrozzella, lasciandolo per morto.  Nel 2001, con Mulder ancora contagiato dal virus alieno, Krycek offre a Skinner un vaccino per salvarlo. In cambio, senza dirgli il motivo, vuole che Skinner uccida il bambino di Scully prima che nasca. Doggett viene a saperlo e va a cercare Krycek per prendere il vaccino, ma Krycek distrugge la fiala davanti ai suoi occhi. Nello stesso anno Krycek tenta di uccidere Mulder per la sua perseveranza, ma fallisce per l'intervento di Skinner, che prima lo disarma sparandogli alla mano, e poi lo finisce sparandogli in fronte.
- Diana Fowley
- Marita Covarrubias
- Scott Ostelhoff
- Mr. X
- Quiet Willy
- Luis Cardinal
- Black-Haired Man
- Crew Cut Man
- Grey-Haired Man

## Il nuovo consorzio
- Knowle Rohrer
- Shannon McMahon
- L'Uomo ombra

### Billy Miles
Billy Miles è un personaggio interpretato da Zachary Ansley. Si tratta di un ragazzo vittima ricorrente di rapimenti alieni che gli hanno provocato uno stato di totale incapacità d'intendere. Dopo essersi liberato dal controllo degli extra-terrestri, Billy è diventato vice-sceriffo della sua contea e dopo 7 anni richiama Mulder e Scully per via di un nuovo avvistamento di UFO. Billy è rapito nuovamente, questa volta insieme a Mulder. I due vengono ritrovati dopo alcuni giorni, entrambi in uno stato di putrefazione, anche se ancora vivi. Il processo di decomposizione viene fermato su Mulder, mentre Billy completa la sua metamorfosi divenendo il primo super soldato che compare nella serie. La prima missione di Billy Miles consiste nell'eliminare due dottori coinvolti negli esperimenti genetici per la creazione dell'ibrido umano-alieno. Uno di questi è il Dottor Parenti, il ginecologo che ha seguito la gravidanza di Scully. Dopo aver adempiuto con successo al suo compito, Billy Miles indirizza le sue attenzioni proprio nei confronti del bambino di Scully, con la convinzione che esso rappresenti una minaccia per i colonizzatori alieni. Inspiegabilmente, una volta raggiunto il nascondiglio dove Scully ha appena partorito, Billy Miles si allontana.

### Uomo con lo stecchino
L'uomo con lo stecchino (Toothpick Man) è Interpretato da Alan Dale. Fa la sua comparsa nel nono episodio della nona stagione. L'uomo con lo stecchino è un super soldato che sembrerebbe essere al vertice del Nuovo Consorzio, anche se come ha spiegato Krycek, questi esseri non hanno una struttura gerarchica, ma sono animati dal solo imperativo biologico di garantire la sopravvivenza alla loro specie. Il suo nome è sconosciuto, lo si può identificare grazie a uno stecchino che tiene tra i denti. Partecipa a una riunione nell'ufficio del vice direttore Alvin Kersh, il che fa capire che si tratta di una persona che ricopre un ruolo molto importante all'interno dell'FBI. Alla fine della puntata Providence, Kersh gli fa i complimenti, con ironia, per come ha gestito da dietro le quinte il caso X280911. L'uomo con lo stecchino tranquillizza il collega sul fatto che la situazione sia sotto controllo, mostrando agli occhi dello spettatore l'escrescenza dovuta alla vertebra metallica, segno di riconoscimento dei supersoldati. È uno dei membri della corte speciale istituita per giudicare Mulder sulla morte di Knowle Rohrer. Gibson Praise, chiamato a testimoniare, lo indica come "non umano".

## Gli informatori

### Gola Profonda
Gola Profonda (in inglese Deep Throat) è lo pseudonimo di un personaggio, Ronald Pakula,  interpretato da Jerry Hardin. Il suo vero nome viene rivelato nell'episodio Simulazione (11x02). Il personaggio si ispira storicamente alla fonte dello Scandalo Watergate, il cui nome in codice fu, appunto, Gola Profonda (Whistleblower) e la cui vera identità è rimasta sconosciuta sino al 31 maggio 2005, data in cui l'informatore si è rivelato al mondo: Mark Felt. In X-Files fornisce informazioni all'agente dell'FBI Fox Mulder. È un agente della CIA, per ordine del Consorzio uccise un alieno ai tempi della guerra del Vietnam, da allora si domanderà se le sue azioni siano giuste o meno. Dalla sua prima apparizione inizia ad avvisare Mulder del pericolo che stava correndo in quell'occasione, da allora sarà sempre d'aiuto. Le sue informazioni riguardano i movimenti del Consorzio, la misteriosa organizzazione segreta per la quale lavora. Il motivo di questo tradimento è nella sua convinzione che Mulder possa divulgare all'umanità la verità tenuta nascosta dall'organizzazione. Il suo tradimento venne scoperto ed egli fu ucciso per ordine dell'Uomo che fuma nell'ultimo episodio della prima stagione. Viene sepolto nell'Arlington National Cemetery.

### Senatore Richard Matheson
Un uomo che pensa più alla sua carriera che ad aiutare Mulder come faceva all'inizio della serie. Viene interpretato dall'attore Raymond J. Barry.

### Mr.X
Secondo informatore di Mulder. Molto più prudente di Gola Profonda, cerca di non correre rischi per non finire come lui, cosa che gli succederà comunque nella quarta stagione. Interpretato da Steven Williams.

### Kenneth Soona
Un hacker anarchico che si fa chiamare "Il Pensatore". In contatto con i Pistoleri Solitari. Egli analizza il DNA di Scully dopo il suo rapimento, e più tardi consegna a Mulder un dischetto contenente i file segreti del Dipartimento della Difesa. Viene ucciso per ordine dell'Uomo che fuma.

### Ambrose Chapel
In realtà cacciatore di taglie alieno si finge agente della CIA. Aiuta Mulder e Scully fornendo informazioni sul programma di clonazione che si è organizzato in Russia. 

### Uomo dalle mani curate
L'Uomo dalle mani curate (Well-Manicured Man) è interpretato dall'attore John Neville; è un membro inglese del Consorzio, un'organizzazione in seno del Governo degli Stati Uniti che esiste per nascondere al pubblico i piani degli alieni di ripopolare la Terra. È un importante membro del Consorzio, come l'Uomo che fuma ed il Primo anziano, ed è stato un grande amico di Bill Mulder quando entrambi erano giovani.
L'Uomo dalle mani curate cerca attentamente di usare tutti i mezzi prima di usare la violenza fisica. Sebbene l'obiettivo del Consorzio è di opporsi a Mulder ed a Scully, l'Uomo dalle mani curate ha aiutato entrambi con indizi o informazioni.
Come tutti i membri del Consorzio, il suo vero nome è sconosciuto.
L'Uomo dalle mani curate disprezza apertamente l'Uomo che fuma; i due mantengono un'amara relazione all'interno del Consorzio per tutta la serie. Nella quinta stagione della serie, prende a lavorare con sé Alex Krycek che un tempo lavorava per l'Uomo che fuma.
Nel film, quando Scully viene infettata dal virus alieno e trasportata in Antartide, è l'Uomo dalle mani curate che, ancora più disilluso dal Consorzio, rivela a Mulder le coordinate necessarie per trovare Scully e il vaccino per curarla. Dopo questo incontro, durante il quale ricorda a Mulder di non fidarsi di nessuno, muore nell'esplosione della sua automobile.
Muore dopo aver dato a Mulder il modo per curare Scully dal Cancro nero.

### Victor Klemper
Ex scienziato nazista, il suo ruolo è quello di dare le indicazioni a Mulder e Scully di come reggiungere una miniera abbandonata contenente lo schedario di tutti i rapimenti alieni.

### Uomo Plainclothes
Appare solamente in un episodio: sostituisce Mr. X, essendo troppo rischioso per lui contattare Mulder di persona. Viene ucciso da Mr. X alla fine dell'episodio.

### Jeremiah Smith
Un alieno che si oppone ai piani di colonizzazione della sua razza.
Jeremiah diventa ribelle e si avvicina a Mulder per mostrargli "il progetto". Viene poi apparentemente ucciso da un Cacciatore di taglie alieno ma non prima di un viaggio in un allevamento di api, che lascia Mulder con più domande che risposte.  Ricompare dopo la cattura di Mulder, quando cura delle persone che stavano per diventare Super Soldati. In realtà ci sono molti Jeremiah Smith ed ognuno di questi alieni ribelli prende lo stesso nome e lo stesso aspetto (sono tutti mutaforma). Prima di venire ricercati, i vari Jeremiah lavoravano agli uffici SSA di tutto il paese, dove potevano catalogare grandi quantità di informazioni sulla popolazione degli Stati Uniti.

### Marita Covarrubias
Marita Covarrubias è interpretato da Laurie Holden, ed è la terza informatrice di Fox Mulder. In seguito alla morte di Mr. X è lei che prende il suo posto come informatrice più importante di Mulder. La donna in realtà lavora sia come assistente di un membro dell'ONU che nel gruppo misterioso definito il Consorzio. L'organizzazione scopre in seguito il suo tradimento e viene utilizzata come cavia per il cancro nero ed un possibile vaccino. Sopravvissuta, sembra voler aiutare l'Uomo che fuma, mentre nell'episodio Requiem cerca di ucciderlo con l'aiuto di Alex Krycek. Testimonierà a favore di Mulder.

### Michael Kritschgau
Un ufficiale del Dipartimento della Difesa degli Stati Uniti che decide di cercare la verità dopo che il figlio è stato esposto al virus alieno durante la Guerra del Golfo. Kritschgau si convince che l'intera faccenda UFO sia una montatura per coprire un altro tipo di cospirazione e riesce a convincere Mulder di questo per breve tempo. Licenziato dal Dipartimento, torna anni dopo ad aiutare Mulder quando lui viene esposto a un artefatto alieno che potenzia la sua attività cerebrale. Kritschgau vuole diffondere le prove di questa attività come dimostrazione inconfutabile dell'esistenza degli extraterrestri, ma viene ucciso da Alex Krycek. Interpretato da John Finn

### Knowle Rohrer
Un Super Soldato che lavora presso il  Dipartimento della Difesa e che sfruttando i suoi vecchi rapporti con l'Agente Speciale John Doggett gli passa false informazioni per i suoi scopi. Viene ucciso da Doggett e Reyes con la magnetite per aiutare Mulder e Scully. È interpretato da Adam Baldwin.

### Arthur Dales
Due fratelli con lo stesso nome (hanno una sorella e un pesce rosso, anche loro di nome Arthur). Un Arthur era un agente dell'FBI durante l'era McCarthy, quando ha scoperto gli X-Files, circa 40 anni prima che Mulder li prendesse. All'inizio Mulder ha cercato informazioni da lui nel 1990, e Dales ha raccontato della sua prima indagine negli X-Files, in cui ha incontrato suo padre Bill. Più tardi si è trasferito da Washington a Goodland, Florida. il secondo Arthur Dales era un ufficiale di polizia a Roswell, New Mexico, ai tempi dell'Incidente di Roswell. È molto più sarcastico di suo fratello, e si decide ad aiutare Mulder solo quando lui dà prova della sua conoscenza del baseball. L'Arthur dell'FBI è interpretato da Darren McGavin, e l'Arthur poliziotto da M. Emmet Walsh.

### Alvin Kurtzweil
Inizialmente membro attivo del Consorzio, amico di William Mulder, in seguito non crede di perseguire i giusti ideali e cerca di abbandonare il gruppo, riuscendovi. Anni dopo svolge il ruolo di informatore aiutando Mulder nelle sue indagini sul virus del Cancro nero. Per aver diffuso queste informazioni segrete viene ucciso dall'uomo dalle mani curate. Viene interpretato da Martin Landau.

### Uomo ombra
Un super soldato il cui compito era sorvegliare Mulder e Scully. Convince Scully ad organizzare un incontro con il suo compagno non sapendo che in realtà vuole ucciderlo, l'uomo fugge e arriva in una miniera dove la magnetite che si trova all'interno lo ucciderà. Viene interpretato da Terry O'Quinn.

## Altri

### Cassandra Spender
Cassandra Spender è interpretata dall'attrice Veronica Cartwright. Ex moglie dell'Uomo che fuma e madre dell'Agente Speciale dell'FBI Jeffrey Spender. Seguendo la serie appare come "La Paziente X", nome datole per via degli esperimenti effettuati su di lei, la prima di una lunga serie con l'intento di sviluppare un ibrido umano-alieno. Mulder si interessò a lei per via del suo pensiero pacifista riguardo agli alieni, ma non le credette (proprio come il personaggio mitologico Cassandra) quando affermò che gli alieni stavano rapendo tutti i personaggi coinvolti. Nel frattempo alcuni alieni che sono riusciti a non infettarsi con il Cancro nero cercano di ucciderla ma non fanno in tempo e la donna viene rapita. Cassandra torna, è guarita da ogni malattia, ma stavolta teme i progetti degli alieni e viene uccisa. La donna nella sua vita venne rapita diverse volte.

### Samantha Mulder
Samantha Ann Mulder è la sorella dell'Agente Speciale dell'FBI Fox Mulder; è interpretata da diverse attrici (Vanessa Morley, Megan Leitch, Brianne Benitz, Mimi Paley, Ashlynn Rose. Scompare a otto anni nel 1973, quando una sera in casa coi genitori mancò la corrente, la casa tremò, e lei iniziò a galleggiare nell'aria per poi sparire dalla finestra. Per molti mesi, Fox distribuì e attaccò volantini, fu organizzata un'indagine enorme per trovare Samantha, utilizzando i contatti di William Mulder a Washington, fino a coinvolgere il Dipartimento del Tesoro. Non ci furono notizie, telefonate, né prove per confermare l'accaduto e nulla che diede alcuna speranza di ritrovarla. La ricerca fu insabbiata dall'uomo che fuma ("L'esistenza del tempo II"). La famiglia Mulder smise di parlare della sua scomparsa. ("Al di là del tempo e dello spazio"). La madre ebbe molte notti insonni ("L'invasione dei cloni"). Fox sviluppò un senso di colpa per non essere riuscito a far niente. Da ragazzino apriva ad occhi chiusi la porta della camera di Samantha ed entrava immaginando di riaprirli e di ritrovarla come se niente fosse successo. Questa esperienza ha dato origine all'ossessione della sua vita di cercare la verità sugli extraterrestri per far luce su questo incidente inspiegabile. Quando diventa un agente dell'FBI, apre un caso su di lei: il file X-40253. 22 anni dopo ricompare una donna che sostiene di essere Samantha, racconta di essere stata rilasciata qualche giorno dopo il rapimento, senza memoria, e di essere stata adottata da una nuova famiglia. Racconta di aver riacquistato poco a poco la memoria riguardo al rapimento durante l'ultimo anno ed infine di aver ritrovato solo ora la sua vera famiglia. Questa persona si è poi rivelata solo uno dei numerosi cloni adulti di Samantha, che vengono uccisi dai cacciatori di taglie alieni. Jeremiah Smith porta Mulder ad un allevamento segreto di api in Alberta, dove trova un gruppo di cloni di Samantha, tutti dell'età di 8 anni. I cloni avevano lavorato sui coloni alieni al progetto congiunto di diffondere il cancro nero. L'allevamento poco dopo è stato distrutto, e i cloni presumibilmente uccisi dal cacciatore di taglie alieno. Più avanti nella quarta stagione, Mulder si convince che Samantha è stata rapita e uccisa da John L. Roche, un serial killer che Mulder aveva precedentemente profilato, e ha contribuito all'uccisione di tredici ragazze. La sua firma era la rimozione di un pezzo di stoffa a forma di cuore dai vestiti di ogni ragazza. Attraverso un sogno, Mulder trova un'altra ragazza, trova i "cuori di carta", conservati come trofei del killer, rivelando che due vittime sono ancora disperse, per un totale di sedici. Roche manipola Mulder a credere che Samantha sia una delle sue vittime. Mulder chiede di sentire il racconto sulla scena del rapimento, tuttavia lo porta alla casa sbagliata e lo coglie nella menzogna. Alla fine della puntata Roche dà la posizione di una delle vittime scomparse, ma viene ucciso da Mulder durante una situazione di stallo prima di rivelare la posizione del l'ultimo corpo. All'inizio della quinta stagione, l'Uomo che fuma fa incontrare Mulder con una donna che egli sostiene essere Samantha. La donna parla a Mulder di sé: ha dei figli, è convinta che sua madre sia morta molto tempo fa, e crede che l'Uomo che Fuma sia suo padre. Poi improvvisamente se ne va e non si vede più. Secondo Cassandra Spender, era un altro clone, non la vera Samantha. La vera storia di Samantha è presumibilmente risolta nella settima stagione, in L'esistenza del tempo II. In quell'episodio, Dana Scully osserva un nastro del 1989 in cui Mulder viene sottoposto a una terapia di ipnosi regressiva, e un altro agente descrive il sequestro come "fantasia compensativa" che alimenta "la speranza inconscia che la sorella sia ancora viva". Più tardi, con l'aiuto di un Medium, Mulder scopre che Samantha non è stata rapita né uccisa. Lei è stata effettivamente sacrificata dal proprio padre, che aveva fatto un accordo segreto con gli alieni e ha dato loro il permesso speciale per prenderla. Quando il Sindacato formata nel 1973 per lavorare con gli alieni, gli alieni hanno deciso di fare un accordo per prendere un membro umano da ogni famiglia del Consorzio come "danno collaterale". William Mulder ha discusso l'accordo con la moglie Teena, su quale bambino avrebbe consegnato, ma ha rifiutato di fare una scelta. William in seguito ha deciso di scegliere Fox, perché era il più grande. Tuttavia l'Uomo che Fuma li ha costretti a dare Samantha invece perché gli alieni volevano per i test almeno una femmina adolescente. Il medium aiuta anche Mulder a trovare un vecchio diario di Samantha, in cui si afferma che, dopo esser stata rapita dagli extraterrestri nel 1973, è stata costantemente oggetto di esperimenti e poco dopo gli alieni l'hanno rilasciata. È stata subito portata in un luogo isolato chiamato aprile Air Force Base in California. Una volta lì, è stata tenuta prigioniera insieme a Jeffrey Spender, ed è stato oggetto di numerosi test ibridi tortura per mano del Uomo che Fuma, che le ha fatto il lavaggio del cervello a credere che era suo padre. Nel corso del tempo, Samantha ha odiato sempre di più i test e gli scienziati che senza pietà li hanno eseguiti su di lei. Incapace di sopportare altro dolore, nel 1979 all'età di 14 anni, sei anni dopo essere stata rapita, Samantha è scappata. Aveva solo vaghi ricordi di un fratello, e nient'altro. Alla fine, è stata presa dalla polizia come un'adolescente in fuga, che soffre di paranoia con ferite autoinflitte ed affidata al Domenico Savio Memorial Hospital. Non ha dato alcun nome o informazioni personali, e non ha permesso all'infermiera del pronto soccorso, Arbutus Ray, di toccarla. Decenni più tardi, Ray informa Scully e Harold pilastro, il medium, mentre Mulder sta dalla macchina sulla misteriosa ragazza. Ray aggiunge che un gruppo di uomini (che sembravano lavorare per l'Uomo che Fuma) è venuto in ospedale per prendere la ragazza, solo per scoprire al loro arrivo che se ne era andata, pur essendo chiusa a chiave nella stanza. Samantha era improvvisamente svanita nel nulla, e non se ne era visto o sentito più nulla. Ray descrive anche di aver avuto una visione stranamente simile ad altri che avevano perso i figli in modo simile. È emerso che Samantha è stata consumata da esseri "intervento spirituale" chiamato "walk-in", che cercano di salvare le anime innocenti dei bambini ingiustamente condannati a vivere una vita infelice o subire terribili destini. Quando Uomo che Fuma e il suo team hanno scoperto dove si trovava Samantha, Walk-Ins ha avuto pietà per la ragazza e l'ha trasformata in una forma di energia chiamata la luce delle stelle, che ha fatto morire una morte indolore, e senza lasciare un corpo. Mentre nei boschi vicini più tardi, Mulder ha un'esperienza paranormale e viene brevemente riunito con lo spettro di Samantha, che è finalmente in pace fra tutti gli altri bambini starlight. Quando Mulder ritorna, Scully chiede se è tutto a posto e lui risponde: "Sto bene. Sono libero", suggerendo che, come molti altri genitori i cui figli sono scomparsi, accetta che Samantha è tecnicamente morta, non è più nel dolore e la sua anima è in "un posto migliore". Mulder dice anche che ha visto il figlio di Harold e che anche lui ha bisogno di "lasciarlo andare". Samantha è menzionata di nuovo nel finale della serie, dove Jeffrey Spender testimonia al processo di Mulder di essere cresciuto con Samantha nella base militare e che è morta nel 1987, e in X-Files: Voglio Crederci, essendo l'ispirazione che guida Mulder per cercare di salvare un agente probabilmente morto. Si vede Mulder ammettere che è morta, ma mantiene la sua immagine sul muro con ritagli di giornale dei propri exploit con l'FBI e le prove degli alieni.

### Teena Mulder
Elizabeth "Teena" Kuipers Mulder è interpretata dall'attrice Rebecca Toolan (da Shelley Adam quando la si vede trentenne, nei ricordi). È la madre del protagonista; sposata nel 1961 (circa, la data non è certa) con Bill funzionario del Dipartimento di Stato divorziano quando la loro figlia più piccola Samantha sorella di Fox viene rapita dagli alieni (un patto con il congresso). Teena probabilmente sapeva di più sul rapimento di Samantha ma non ne ha mai parlato perché il dolore era troppo forte Nel 2000 Teena si suicida nella settima stagione L'esistenza del tempo I era malata terminale con una malattia sfigurante chiamata carcinoma di Paget. Prima della sua morte, ha sottilmente chiesto a Fox di accettare che Samantha se ne fosse andata e andare avanti con la sua vita. Nel corso della serie più volte si sottolinea lo stretto rapporto che la lega col misterioso Uomo che Fuma. Si scoprirà che egli è il vero padre di Fox.

### Cacciatori di taglie alieni
I Cacciatori di taglie alieni sono alieni specializzati nel mestiere di cacciatore di taglie alieno, vengono ingaggiati sia dai Colonizzatori con il compito di eliminare ogni prova riguardante l'invasione aliena che dal Consorzio per sostituire i MIB. Il cacciatore di taglie alieno appartiene ad una razza molto simile ai grigi ma può cambiare aspetto per mimetizzarsi meglio con gli esseri umani. Il suo sangue contiene un retrovirus nocivo per la maggior parte degli organismi biologici terrestri. Ha incredibili capacità curative, riuscendo a guarire individui affetti da patologie o che hanno ricevuto un trauma a livello fisico, anche se in fin di vita. È dotato di una forza sovrumana che lo rende in grado di sopraffare più uomini in una sola volta. Se ferito da armi convenzionali come pistole o coltelli, può guarire in poco tempo; non si sa se questa abilità dipende dalle sue capacità curative o se è frutto di un proprio fattore rigenerante. Nel loro sangue, di colore verde, è presente un retrovirus acido letale per gli uomini, neutralizzabile solamente con temperature estremamente gelide. Il loro punto debole è alla base del collo: se ivi colpiti con sufficiente forza e precisione e con arma idonea la ferita risulta letale. Quando muoiono il corpo si dissolve lasciando il sangue ed altra materia organica in rapida decomposizione.